# Minimig

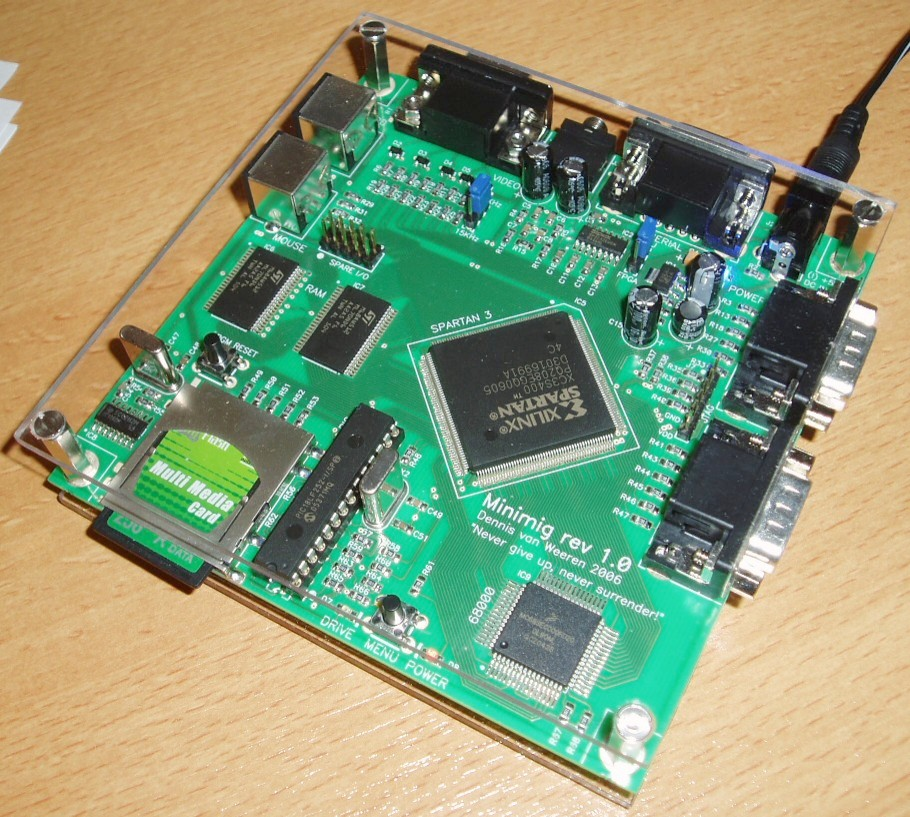
Płyta Nano-ITX

Minimig – rekonstrukcja komputera Amiga 500 stworzona w oparciu o technologię FPGA.
Projekt został stworzony przez Denisa van Weerena i upubliczniony na licencji GPL 25 lipca 2007. Produkcji podjęła się firma ACube Systems.
Urządzenie ma postać płytki Nano-ITX, zbudowane jest na bazie chipów Xilinx Spartan 3 i Freescale MC68SEC000. Używa kart MMC jako pamięci masowej, pliki ADF, przechowywane na karcie, widziane są przez system jako dyskietki. Zgodność programowa z oryginałem jest bliska pełnej.